# Джеймс Воллес Блек
Джеймс Воллес Блек (нар.10 лютого, 1825 — пом.5 січня, 1896), професійно відомий як Дж. В. Блек (англ. J.W. Black) — один з ранніх американських фотографів. Його кар'єра відзначалася великою кількістю експериментів та інновацій.

## Біографія
Блек народився 10 лютого 1825 року у містечку Франсестаун, штат Нью-Гемпшир, США
Спробувавши щастя працюючи художником у Бостоні, він спрямував свою зацікавленість на фотографію, розпочавши із праці полірувальника дагеротипних фотопластин. Незабаром його партнером став Джон Адамс Віпл, успішний бостонський фотограф та винахідник. Виконаний Блеком знімок аболіціоніста Джона Брауна у 1859 році — році організованого Брауном заколоту у містечку Гарперс Феррі — зараз знаходиться у Національній портретній галереї Смітсонівського інституту.
У березні 1860 року Блек виконав фотознімок поета Волта Вітмена, коли Вітмен відвідав Бостон, щоб переглянути друкарський набір свого видання «Листя Трави» (англ. Leaves of Grass) 1860 року. Фотостудія Блека на Вашингтон-стріт, 173, знаходилась менш ніж за квартал від видавничої фірми Thayer & Eldridge, яка, очевидно, замовила фотознімок для сприяння виданню 1860 року.

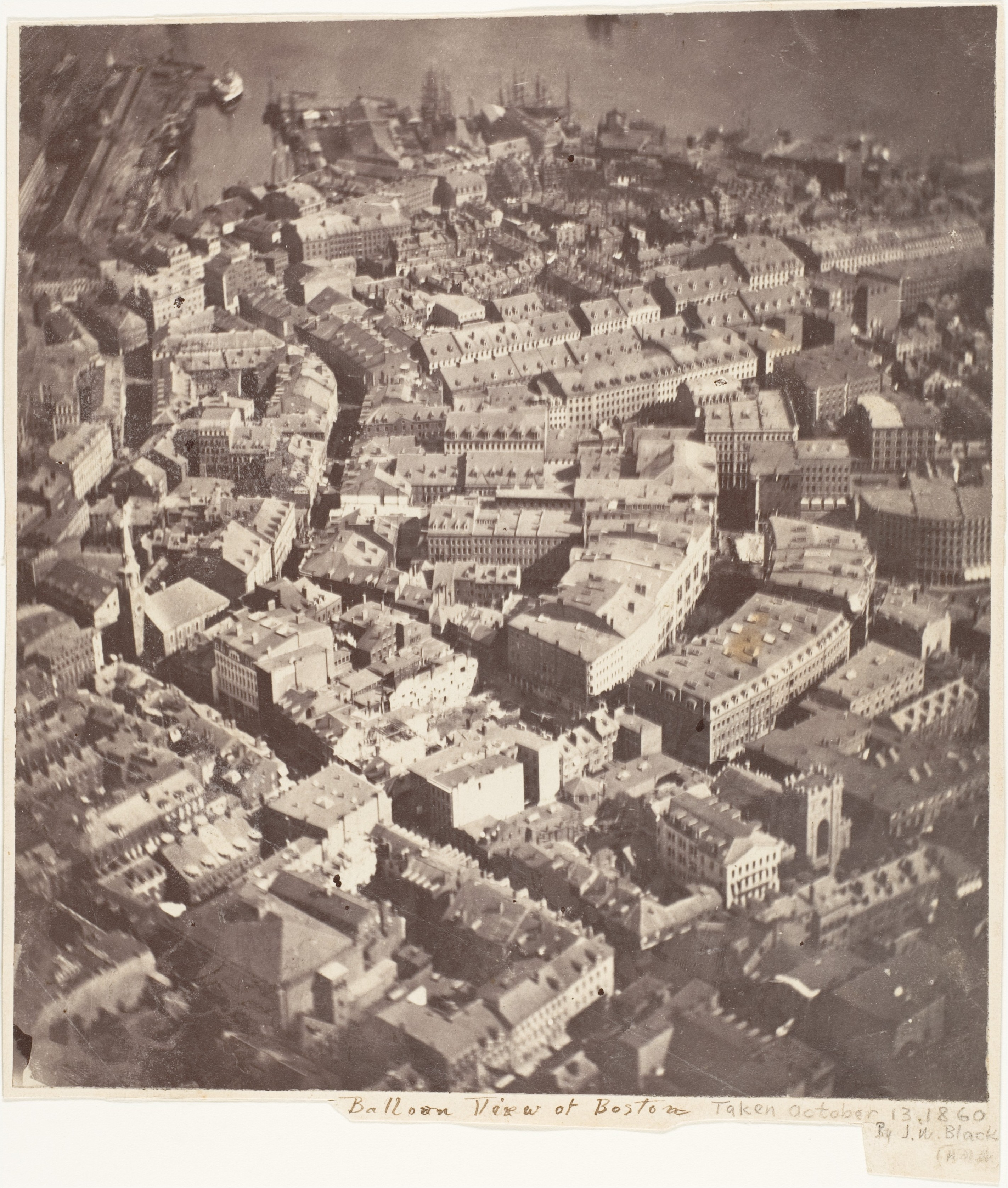
«Бостон, яким його бачать Орел та Дика Гуска»

13 жовтня 1860 року, через два роки після того, як французький фотограф Надар провів свої перші експерименти під час польоту на повітряній кулі, Блек виконав перші успішні аерофотознімки на території Сполучених Штатів, у співпраці із штурманом Семюелом Арчером Кінгом — на Кінговій повітряній кулі Queen of the Air (укр. «Королева Повітря»), яка піднімалася вгору завдяки нагрітому повітрю. Він сфотографував Бостон із кулі на висоті 366 метрів (8 фотопластин скляних негативів; 25.5 х 17 см). З цього всього вийшов один знімок хорошої якості, якому фотограф і дав назву — «Бостон, яким його бачать Орел та Дика Гуска.» Це фото стало першим чітким аерознімком великого міста в історії людства.

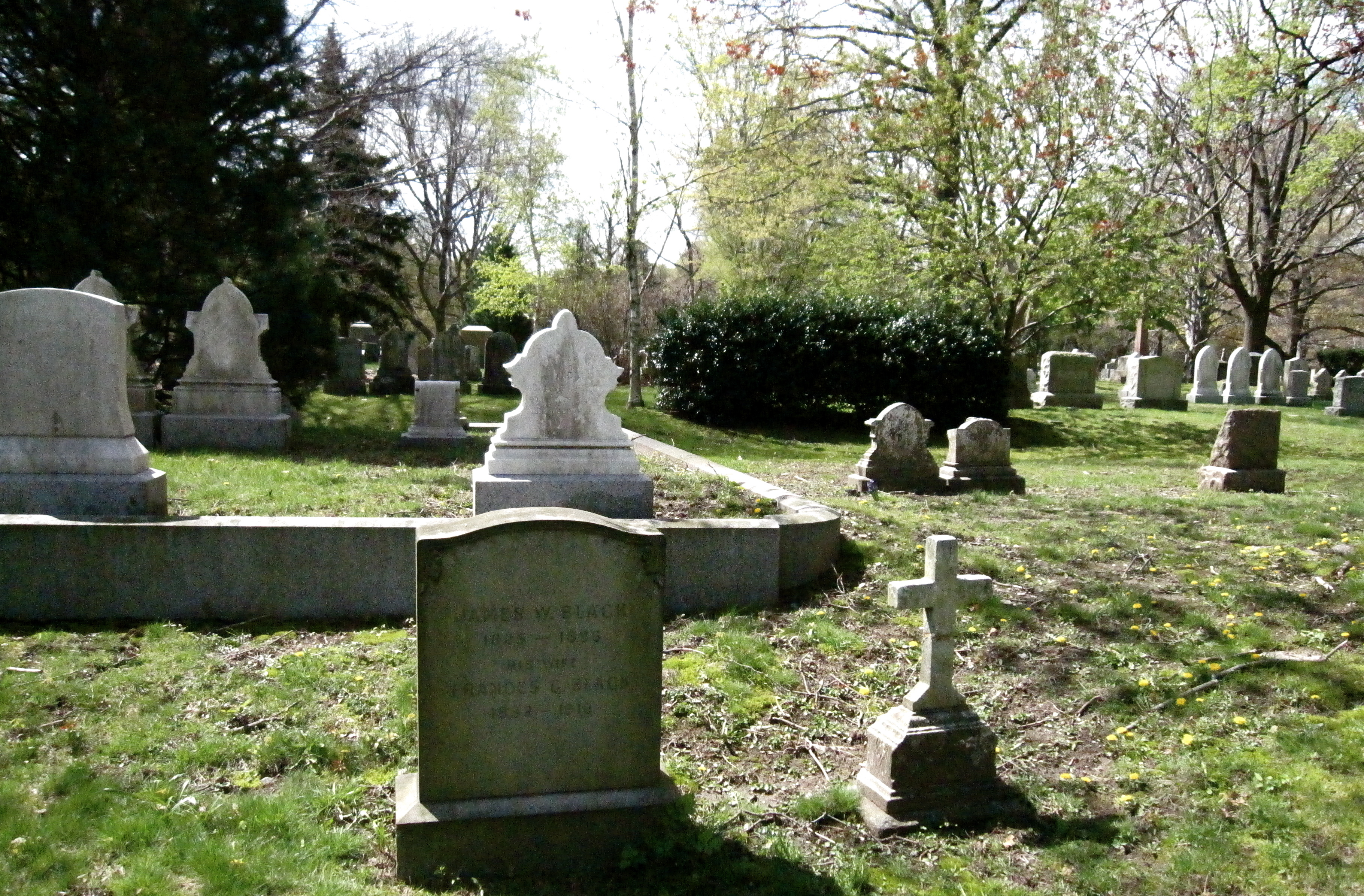
Надгробок на могилі Дж. В. Блека, кладовище Mt. Auburn

Майже негайно техніка аерофотозйомки стане використовуватися Армією Федерації під час Громадянської війни у США.
Блек пізніше справив значний вплив на використання чарівних ліхтарів — проекторів, які працювали на світлі свічок і були попередниками сучасних слайд-проекторів. До кінця 1870-х бізнес Блека значною мірою базувався на виробництві слайдів для ліхтарів, серед яких були і його славнозвісні зображення Великої бостонської пожежі 1872 року, опубліковані у фотоальбомі під назвою «Руїни великої пожежі у Бостоні, листопад 1872 р.» (англ. "Ruins of the Great Fire in Boston, November 1872")
Джеймс Воллес Блек помер 5 січня 1896 року і був похований на кладовищі Mount Auburn у Кембриджі, штат Массачусетс.

## Місця, де зберігаються колекції робіт Блека
- Boston Athenæum
- Бостонська публічна бібліотека
- George Eastman House
- Historic New England
- Массачусетське історичне товариство
- Музей мистецтва Метрополітен, Нью-Йорк

## Додаткова література
- In Memoriam: JW Black. Wilsons Photographic Magazine, March 1896(англ.)
- Encyclopedia of nineteenth-century photography, Volume 1. CRC Press, 2008.(англ.)

## Галерея

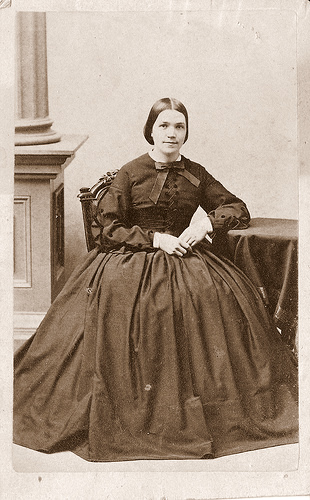
Сара Фуллер, 1860-ті.
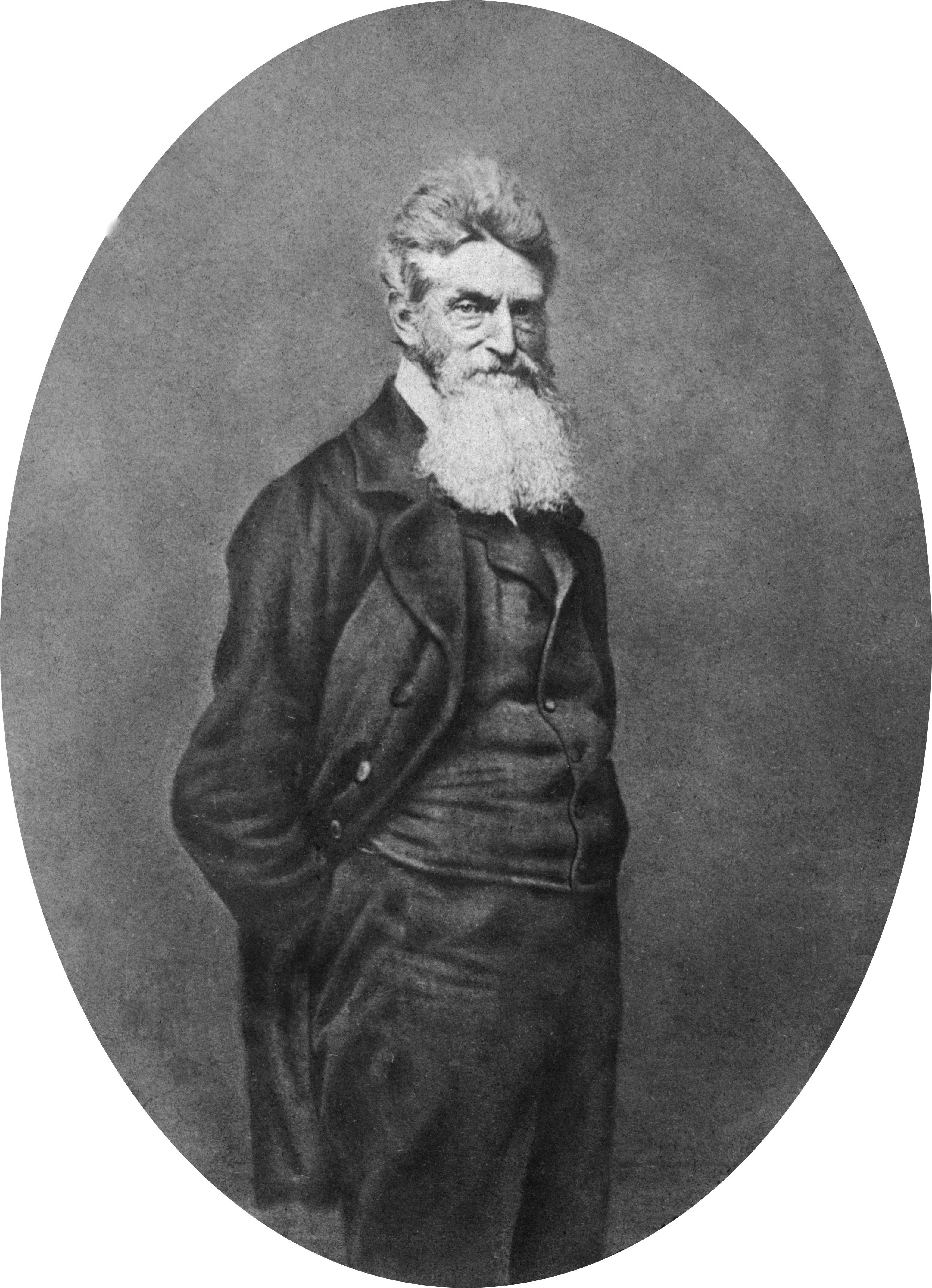
Джон Браун, 1859
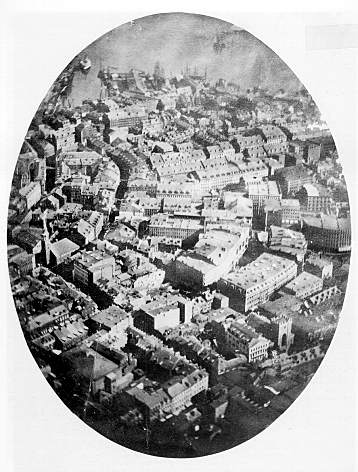
Знімок Бостона, виконаний Воллесом із прив'язаної повітряної кулі, 1860 рік.
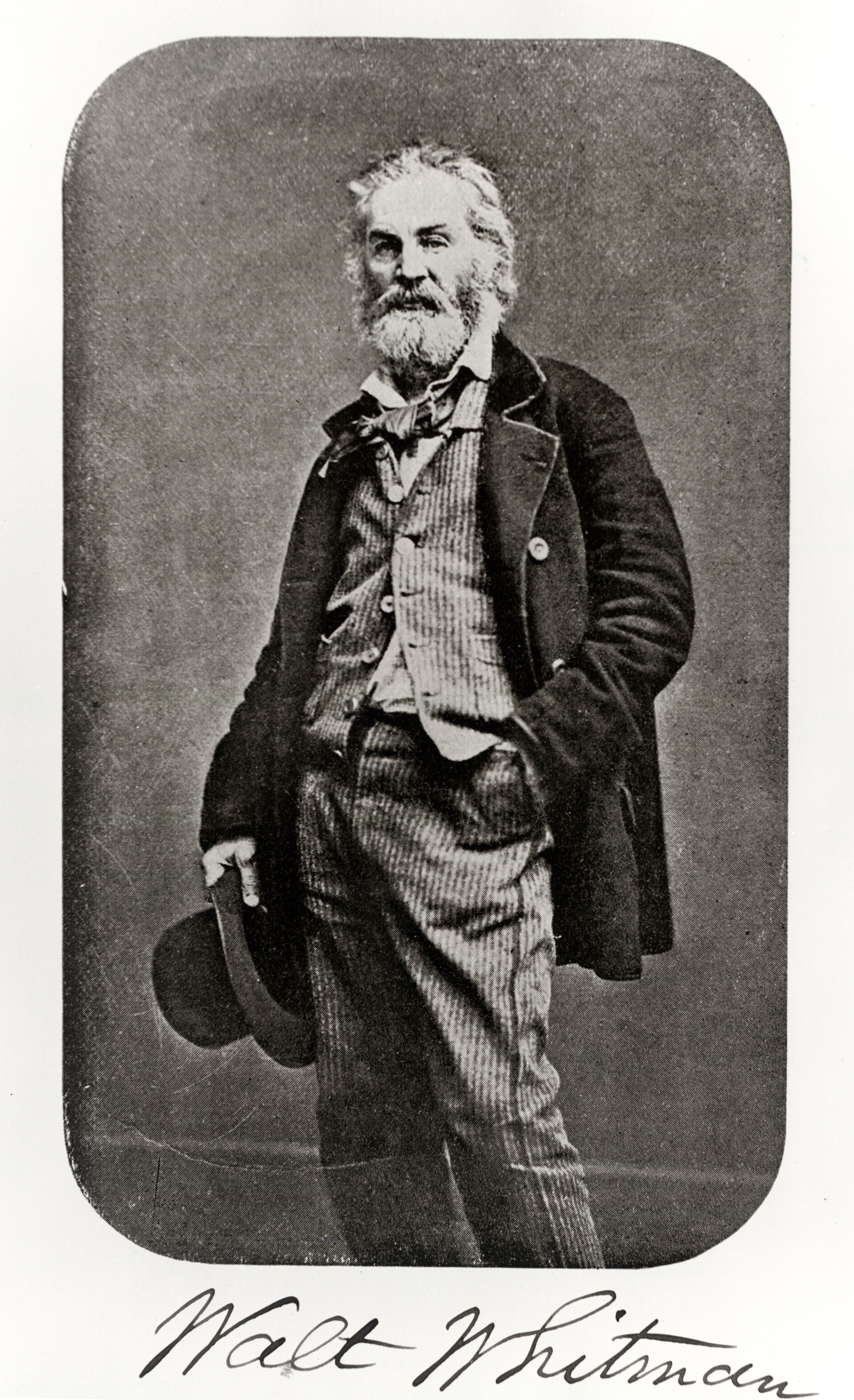
Портрет видатного американського поета Волта Вітмена. Фотограф — Джеймс Воллес Блек, березень, 1860 р.
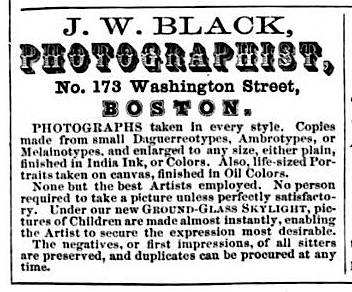
Оголошення, газета Boston Directory, 1862 р.
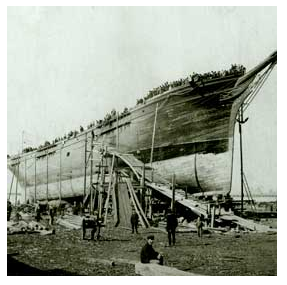
Glory of the Seas (укр. Слава Морів) на судноверфі Дональда Маккея, 1869 р.
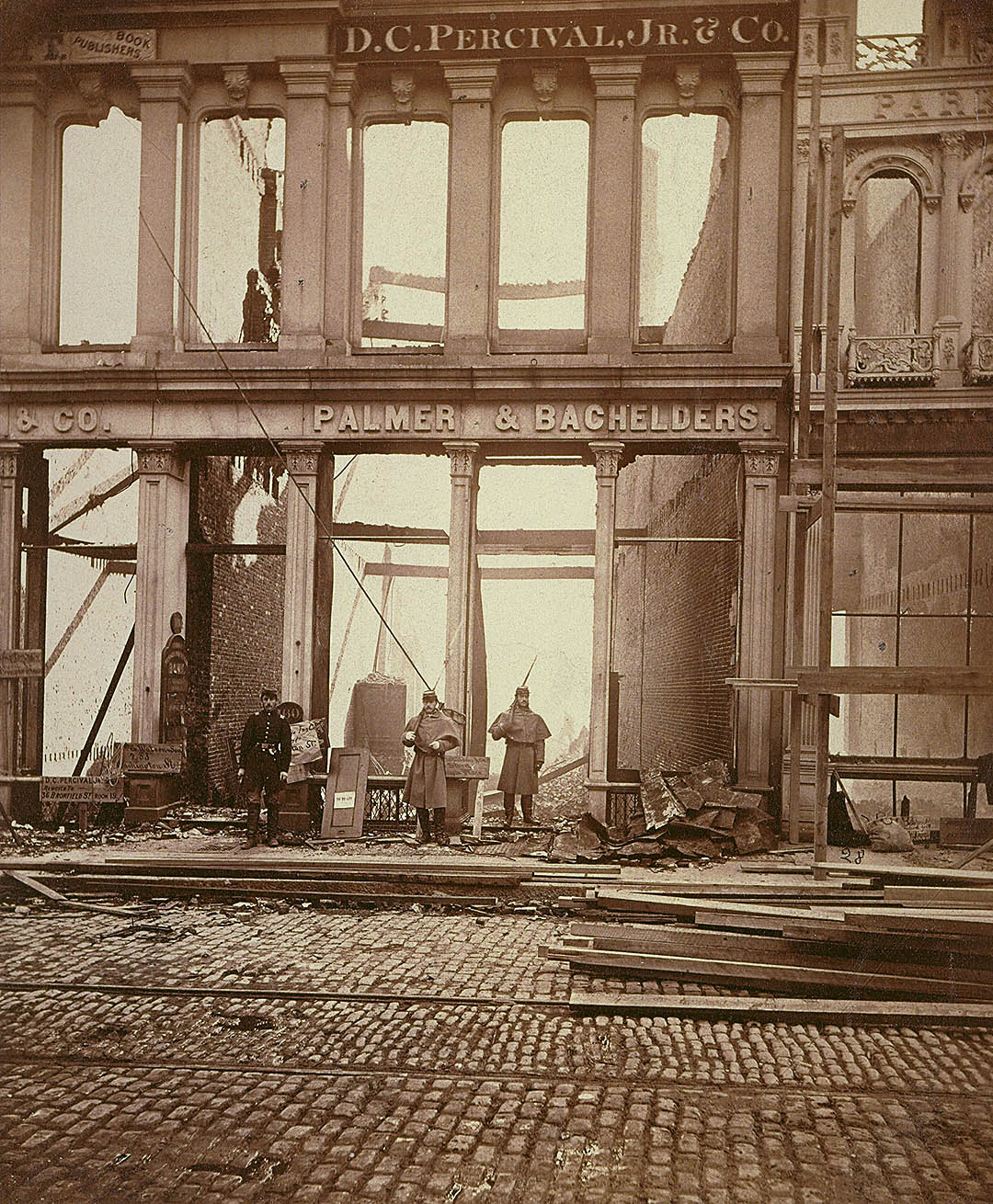
Вашингтон-стріт після Бостонської пожежі, 1872 р.